# Cassandra Nanfack
Cassandra Nanfack (* 3. Februar 1999 in Baleng, Kamerun) ist eine deutsche Handballspielerin, die aus Kamerun stammt. Sie lief für den HSV Solingen-Gräfrath in der Bundesliga auf.

## Leben
Nanfack kam im Alter von sechs Jahren mit ihrer Familie aus Kamerun nach Deutschland. In ihrer Kindheit wurden sie und ihre Geschwister Opfer von fremdenfeindlicher Gewalt in Dessau-Roßlau. Daraufhin zog ihre Familie nach Nettelnburg, ein Ortsteil von Hamburg-Bergedorf. Dort erlernte sie das Handballspielen bei der SG Bergedorf/VM. Im Jahr 2016 wechselte sie in die Jugendabteilung des Buxtehuder SV. Mit der A-Jugend wurde sie 2018 deutsche Vizemeisterin. Zusätzlich wurde sie zur besten Spielerin des Final Fours gewählt.
Nanfack lief in ihrer Jugend für die Auswahlmannschaft des Hamburger Handball-Verbands auf. Mit Hamburg gewann sie 2014 den DHB-Länderpokal und wurde zusätzlich in das All-Star-Team berufen. Anschließend gehörte Nanfack zwar dem erweiterten Kader der deutschen Jugendnationalmannschaft an, jedoch wurde sie von den Auswahltrainern aufgrund ihrer geringen Körpergröße für kein Länderspiel nominiert.
Nanfack schloss sich im Jahr 2019 dem Zweitligisten HL Buchholz 08-Rosengarten an.  Nach der aufgrund der COVID-19-Pandemie abgebrochenen Saison 2019/20 stieg Buchholz 08-Rosengarten in die Bundesliga auf. Nanfack wechselte 2020 zum Zweitligisten HSV Solingen-Gräfrath. Nachdem Nanfack später eine Babypause eingelegt hatte, brachte sie im Oktober 2022 einen Sohn zur Welt. 2023 stieg sie mit dem HSV Solingen-Gräfrath in die Bundesliga auf. Im Jahr 2024 trat sie mit dem HSV Solingen-Gräfrath den Gang in die Zweitklassigkeit an. Im Sommer 2025 schloss sie sich dem Regionalligisten Lauenburger SV an.